# Máquina de vapor

Máquina de vapor en funcionamiento. Por la flecha roja a la izquierda entra el vapor calentado, la válvula inmediata se puede cerrar para detener la máquina —dependiendo de la presión—. Por la flecha azul derecha sale el vapor ya pasado el circuito.

La máquina de vapor es un motor de combustión externa que transforma la energía térmica de una cantidad de agua en energía mecánica. Este ciclo de trabajo se realiza en dos etapas:
1. Se genera vapor de agua por el calentamiento en una caldera cerrada herméticamente, lo cual produce la expansión del volumen de un cilindro empujando un pistón. Mediante un mecanismo de biela-manivela, el movimiento lineal alternativo del pistón del cilindro se transforma en un movimiento de rotación que acciona, por ejemplo, las ruedas de una locomotora o el rotor de un generador eléctrico. Una vez alcanzado el final de carrera el émbolo retorna a su posición inicial y expulsa el vapor de agua utilizando la energía cinética de un volante de inercia.
2. El vapor a presión se controla mediante una serie de válvulas de entrada y salida que regulan la renovación de la carga; es decir, los flujos del vapor hacia y desde el cilindro.

El motor o máquina de vapor se utilizó extensamente durante la Revolución Industrial, en cuyo desarrollo tuvo un papel relevante para mover máquinas y aparatos tan diversos como bombas, locomotoras y motores marinos, entre otros. Las modernas máquinas de vapor utilizadas en la generación de energía eléctrica no son de desplazamiento positivo como las descritas, sino que son turbomáquinas; es decir, son atravesadas por un flujo continuo de vapor y reciben la denominación genérica de turbinas de vapor. En la actualidad la máquina de vapor alternativa es un motor muy poco usado salvo para servicios auxiliares, ya que se ha visto desplazado especialmente por el motor eléctrico en la industria y por el motor de combustión interna.

## Evolución

### Primeras tentativas

Eolípila de Herón de Alejandría

No se sabe a ciencia cierta si las primitivas invenciones de los antiguos griegos no pasaron de ser meros juguetes y, aunque se ha supuesto que fueron empleadas para mover objetos en los templos durante los rituales, no deja de sorprender el hecho de que desde los tiempos de Herón no se hayan encontrado evidencias de que el vapor se haya utilizado con un propósito práctico, aunque el conocimiento del poder del vapor no llegara a perderse como demuestra la descripción de Malmesbury del órgano de Reims que en 1120 se hacía sonar por el aire que escapaba de un depósito en el que era comprimido por "agua calentada".
La primera máquina de vapor registrada fue la Eolípila creada por Herón de Alejandría, un matemático e ingeniero griego en el Egipto romano del siglo I. En su obra titulado Spiritalia seu Pneumatica, describe máquinas que funcionan con aire, vapor, o presión de agua. Los aparatos allí descritos no se sabe con certeza si fueron obra del ingenio de Herón, porque él mismo dice en su obra que su intención no es otra que recopilar las máquinas que ya eran conocidas y añadir las inventadas por él. Nada en el texto indica quién pudo ser el artífice de los dispositivos descritos y se sospecha que muchos puedan ser, en realidad, obra de Ctesibio, de quien Herón fue pupilo.

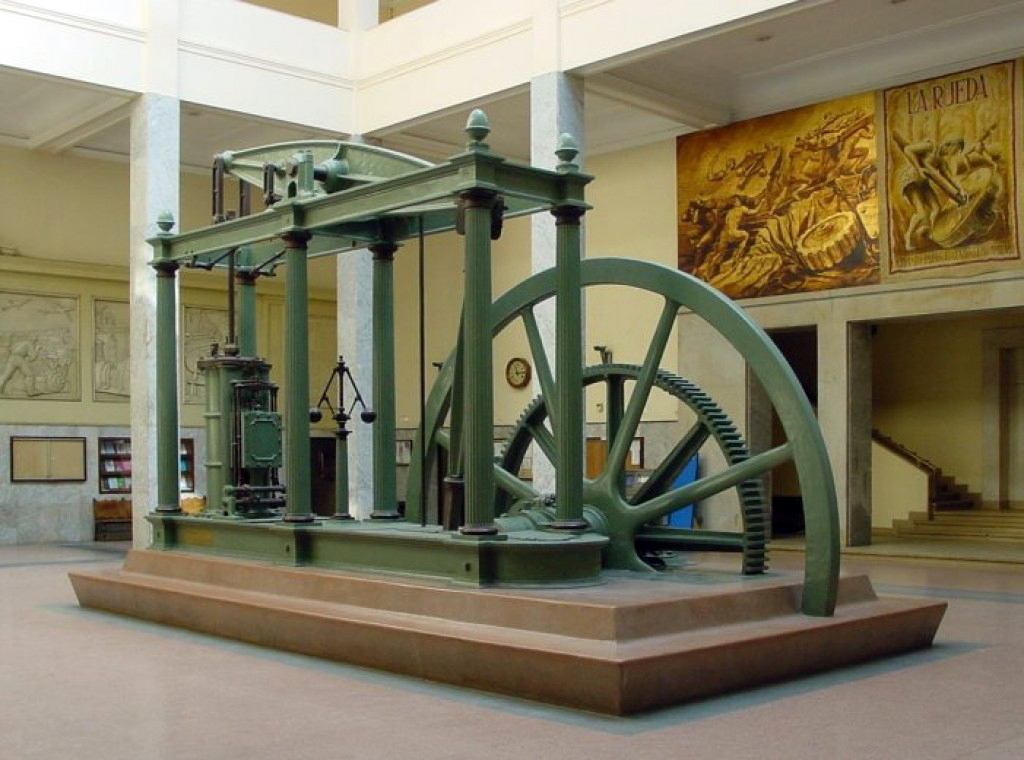
Máquina de vapor de Watt, procedente de la Fábrica Nacional de Moneda y Timbre, expuesta en el vestíbulo de la Escuela Técnica Superior de Ingenieros Industriales de Madrid

La proposición 11 de Pneumatica describe un altar hueco parcialmente, lleno de agua, sobre el que se halla una figura en cuyo interior hay un tubo que termina sumergido en el agua. Al encender un fuego sobre el altar, el aire de su interior se calienta impulsando el agua por el tubo, que termina vertiéndose a través de la figura, simulando una libación que finalmente sofoca el fuego. En la proposición 37 va un poco más allá y describe un mecanismo animado por el fuego para la apertura y el cierre automáticos de las puertas de un templo. En otras proposiciones describe mecanismos similares e incluso dos motores a reacción, uno por aire caliente y otro por vapor de agua, para hacer girar las figuras de un altar.

En 1551, Taqi ad-Din diseñó una máquina de vapor, en su libro Al-Turuq al-samiyya fi al-alat al-ruhaniyya (El sublime método de las máquinas). Describió una turbina de vapor para hacer girar un asador giratorio por medio de un chorro de vapor que impulsaba las paletas rotatorias alrededor de la máquina.

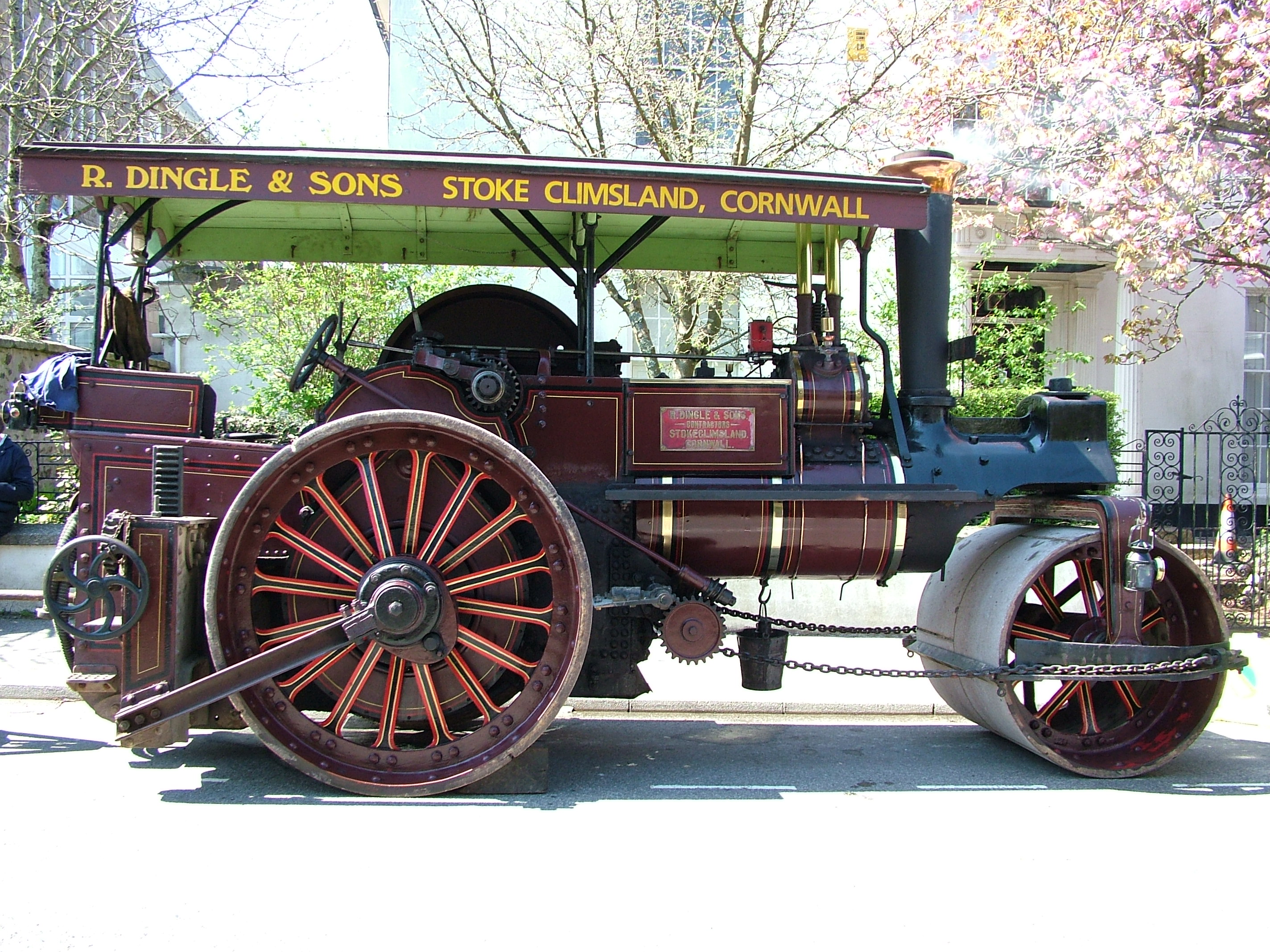
Locomóvil de vapor.

En 1601, Giovanni Battista della Porta describe un aparato para elevar el agua por medio del fuego, similar al descrito por Herón pero empleando vapor de agua para impulsar el líquido, y en 1615 Salomón de Caus describe un aparato similar para hacer funcionar una fuente. Pero la primera patente de la que se tiene constancia documental es de Jerónimo de Ayanz y Beaumont, que en 1606 registra una bomba de agua impulsada por vapor utilizada con éxito para el desagüe de las minas de plata de Guadalcanal. Otra tentativa fue la que dejó reflejada Giovanni Branca en su obra Le Machine en 1629.
El común denominador de todos estos intentos es un tubo sumergido hasta prácticamente el fondo del recipiente de agua por donde esta asciende al incrementarse la presión en la superficie libre del líquido, trabajos directamente relacionados con los estudios teóricos de Galileo, Torricelli, Pascal y Von Guericke sobre la presión atmosférica que condujeron a mediados del siglo XVII al abandono de la teoría del horror vacui. 
La primera máquina fue inventada por Edward Somerset, segundo marqués de Worcester, en 1663, y por su descripción es muy similar, conceptualmente, a la fuente de Caus, si bien de la máquina de Somerset se construyó un modelo en Vauxhall (cerca de Londres) en el castillo Rawlan en torno a 1665, con el propósito de elevar el agua a los pisos superiores de la construcción. Con las especificaciones técnicas escritas y las huellas dejadas en los muros del castillo, Dircks —biógrafo de Somerset— pudo reconstruir la máquina construida en Vauxhall.

Sin embargo, Somerset no pudo atraer los capitales necesarios para producir y vender sus máquinas y murió en la pobreza. Este es, posiblemente, el hecho que hace que se haya atribuido a Thomas Savery la invención de la máquina de Somerset, sobre la que obtuvo una patente en 1698. Conociendo, según afirman varios autores, los trabajos de su predecesor y en el que influyó, sin duda, el proselitismo realizado por Savery, quien no dejó pasar ocasión para mostrar su máquina. Entre ambos hay que mencionar a Samuel Morland, maestro mecánico en la corte de Carlos II de Inglaterra, y residente en Vauxhall, que construyó y patentó máquinas diversas, entre ellas versiones mejoradas de la máquina de Somerset, sugiriendo Hutton que, en realidad, Savery pudo tener un mayor conocimiento de los trabajos de Morland que los del propio Somerset.

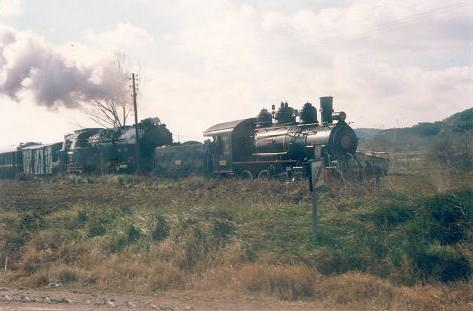
Tren de vapor.

A pesar de todo, la máquina de Savery se introdujo en las minas inglesas de forma muy limitada por el riesgo de explosión debido a un incremento incontrolado de la presión en la máquina. Desaguliers relata que un trabajador ignorante de la naturaleza de la máquina, a la que él había añadido una válvula de seguridad inventada años antes por Denis Papin, «...colgó el peso en el extremo de la romana para obtener más vapor y trabajar más deprisa y añadió además un hierro muy pesado con consecuencias fatales, el vapor no fue capaz de levantar semejante contrapeso y acumulándose en el interior de la caldera provocó una gran explosión que acabó con la vida del pobre hombre». Probablemente sea este el primer accidente laboral con una máquina de vapor del que se tiene constancia.
A diferencia de los dispositivos anteriores, en los que el vapor actúa sobre la propia superficie libre del agua para impulsarla, Christiaan Huygens diseña en 1680 un aparato de pistón en el que el fluido es el aire caliente producido en una explosión que al enfriarse y contraerse arrastra el émbolo, elevando un peso. Años más tarde Papin (1690) sustituye el aire por vapor de agua e, incluso, en una modificación posterior (1695) diseña un horno y generador de vapor de gran eficiencia, con el que logra importantes ahorros de combustible y hasta cuatro golpes del pistón por minuto. Sin saberlo, Papin se encontraba muy cerca de desarrollar la máquina de vapor. Sin embargo, en 1705 Leibniz le hace llegar un dibujo de la máquina de Savery y, dos años más tarde, diseña un nuevo tipo de máquina para elevar el agua, modificación de la de Savery, en la que abandona el modelo de Huygens.

### Máquina de expansión

Animación del funcionamiento de la máquina de Newcomen.

Auspiciado por Joseph Black, ocupado en las investigaciones que le conducirían al descubrimiento del calor latente, James Watt se propuso mejorar la máquina de Newcomen, descubriendo en el curso de sus experimentos que el motor era un reservorio de calor mucho más vasta que el agua y comprendiendo que era necesario limitar todas las pérdidas de calor que se producían en la artesanal máquina de Newcomen para disminuir el consumo de combustible, principal inconveniente de estas máquinas. Analizando el problema identificó las pérdidas debidas al propio cilindro, a la práctica de enfriar el vapor para lograr el vacío necesario para mover la máquina y a la presión residual del vapor. En sus experimentos posteriores, verdaderos trabajos científicos, llegó a la conclusión de que el cilindro debía mantenerse a la misma temperatura.
Según sus palabras, mientras daba un paseo un espléndido viernes por la tarde y meditaba sobre la máquina, una idea le vino a la cabeza: «como el vapor es un cuerpo elástico se precipitará en el vacío, y, si se comunicara el cilindro con un depósito exhausto, se precipitaría en su interior donde podría condensarse sin enfriar el cilindro». Sin embargo, el desarrollo y perfeccionamiento del condensador separado dejó a Watt en la ruina y en 1765 se vio obligado a buscar empleo y abandonar su trabajo hasta que, en 1767, John Roebuck accedió a financiar sus experimentos y la explotación comercial de la máquina a cambio de las dos terceras partes de los beneficios de la patente que se obtuviera. En 1768 James Watt construyó un modelo que operaba de manera satisfactoria, aún imperfecta, y se presentó el año siguiente la solicitud de la patente. Tras diferentes avatares económicos, Roebuck se desprendió de su parte del negocio en favor de Matthew Boulton y juntos Boulton & Watt finalmente llevarían a la práctica la invención de Watt y otros perfeccionamientos.
La primera máquina se construyó en Kinneil, cerca de Boroughstoness en 1774. A partir de entonces la historia de la máquina de vapor será la de la firma Boulton & Watt, y casi todas las mejoras que se introduzcan en ella serán obra del propio Watt; entre otras, el paralelogramo de Watt, la expansión del vapor, la máquina de doble efecto (en la que el vapor actúa alternativamente sobre ambas caras del pistón), etc.

## Aplicaciones

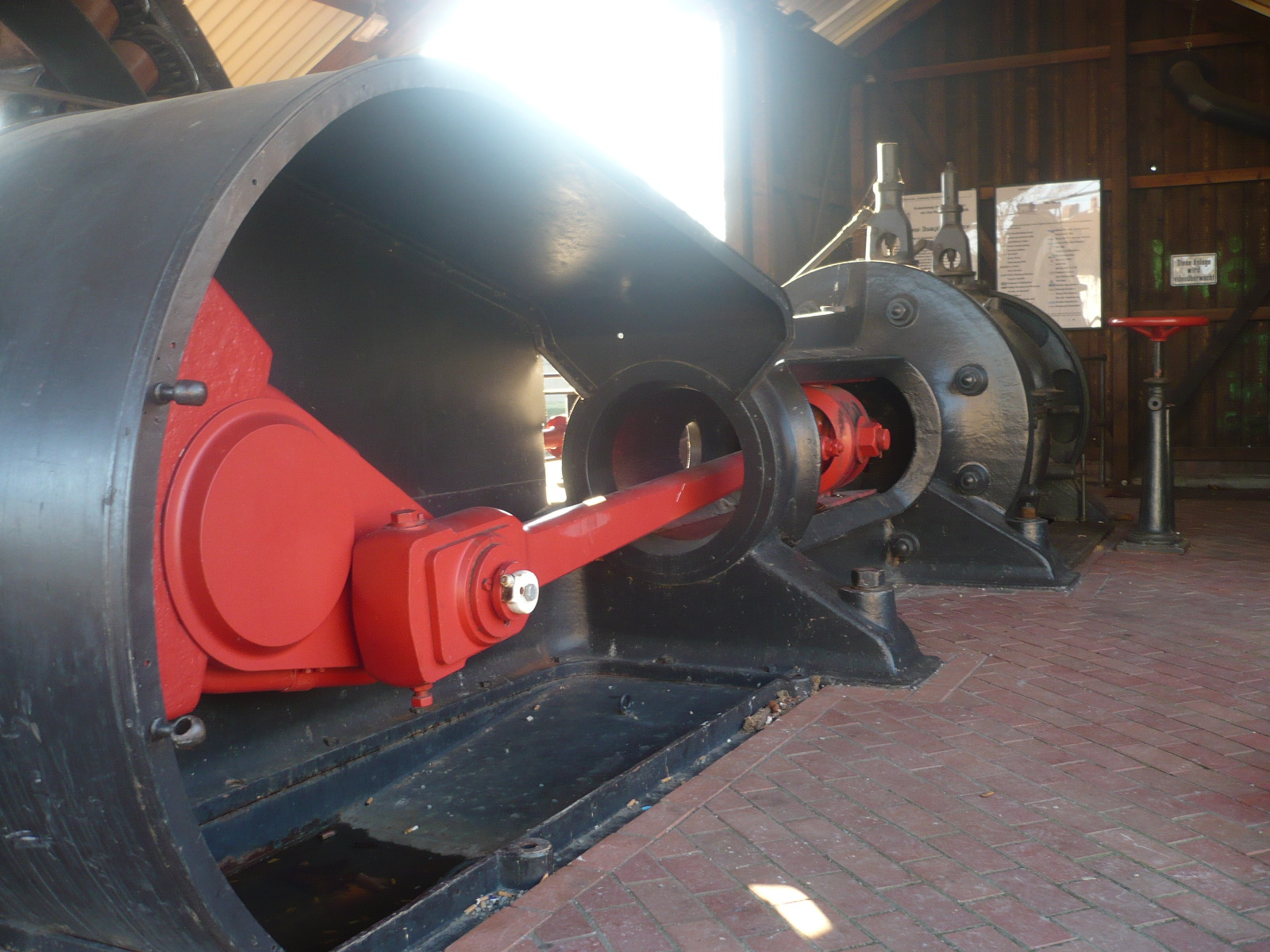
Motor de vapor y generador, construido en 1910 por Crimmitschauer Maschinenfabrik, que dio potencia hasta 1986 en una fábrica de muebles.

Desde comienzos del siglo XVIII, las máquinas de vapor se han usado para dar potencia a una multitud de usos. Al principio se usaban como bombas de pistón y desde que empezaron a aparecer los motores alternativos en 1780, también sirvieron para dar potencia a las fábricas. A primeros del siglo XIX, el transporte de vapor por tierra y por mar, empezó a aplicarse con cada vez más presencia a los medios de transporte.
Se dice que los motores de vapor fueron la fuerza motriz de la Revolución industrial, siendo útiles para mover maquinaria en fábricas, molinos, estaciones de bombeo y aplicaciones de transporte, como por ejemplo locomotoras, barcos y vehículos terrestres. Su uso en agricultura resultó en un aumento de la tierra disponible para ser cultivada.
También suelen usarse máquinas de muy baja potencia para dar potencia a prototipos o modelos, incluso existen algunas aplicaciones anecdóticas como el reloj de vapor.
La presencia de diferentes fases entre la fuente de calor y la transmisión de potencia mecánica ha hecho que, en general, fuera muy difícil obtener una relación potencia-peso similar a la que se obtiene con el uso de motores de combustión interna, por ejemplo, son raros los casos de aplicaciones en el ámbito de la aeronáutica de este tipo de máquinas. Consideraciones similares han hecho que para dar potencia a aplicaciones de media y baja potencia, las máquinas de vapor han sido sustituidas progresivamente por motores de combustión interna y  motores eléctricos, la obsolescencia de las máquinas de vapor en estos campos ha hecho disminuir progresivamente la imagen tecnológica de la tecnología del vapor. No obstante, es importante recordar que gran parte de la potencia suministrada a la red eléctrica es suministrada usando plantas motrices con turbinas de vapor, de forma que esta tecnología todavía hoy repercute indirectamente en la industria mundial dependiente de la energía eléctrica suministrada. Las nuevas preocupaciones encaminadas al aumento de eficiencia y reducción de la polución y de la dependencia de combustibles han incitado un interés renovado en el vapor, tanto es así que se plantean soluciones de cogeneración y plantas de potencia primarias basadas en esta tecnología. Esto se conoce como el movimiento del Vapor Moderno.
Los motores de vapor pueden ser clasificados según la aplicación en que se usan:

### Aplicaciones estacionarias
Los motores de vapor estacionarios se pueden clasificar en dos tipos principales:
- Motores con paradas y cambios de sentido frecuentes: rodillos de laminado, mulas de vapor, motores marinos y aplicaciones similares.
- Motores que dan potencia, que raramente paran y no necesitan reversa. Esto incluye los motores que se usan a las centrales térmicas y en aquellos que se usaban en estaciones de bombeo, molinos, fábricas y para dar potencia a los trenes y tranvías antes del uso extendido de la electricidad.

Las mulas de vapor son motores técnicamente estacionarios, a pesar de que son montados en patines y pueden transportarse. Son diseñadas para la industria de la madera y pueden transportarse ellas mismas a cada lugar. Una vez aseguradas mediante cable a un árbol en la localización deseada, la máquina se mueve hacia el punto de anclaje a la cual se encuentra enganchada.
- También se usaron mulas de vapor para mover cabrestantes en veleros comerciales y yates de vela.[16]

Un motor portátil es un motor estacionario montado sobre ruedas, que puede ser transportado mediante caballos a cada lugar o también por un motor de tracción, en vez de estar fijo en un determinado emplazamiento.

### Aplicaciones de logística y transporte
Los motores de vapor se usan para dar potencia a una gran diversidad de aplicaciones autotransportadas:
- Marinas: Barco de vapor, embarcaciones de vapor, yates de vapor
- Raíl: Locomotora de vapor
- Agricultura: Motor de tracción, tractor de vapor
- Transporte por carretera: Furgones de vapor, autobuses de vapor, triciclos de vapor, automóvil de vapor
- Construcción: Apisonadora de vapor, excavadora de vapor
- Militar: Tanque de vapor, Catapulta de vapor
- Espacio: Cohete de vapor

En algunas de estas aplicaciones, hoy en día se usan motores de combustión interna debido a su alta relación potencia-peso, al menor mantenimiento requerido y a los requerimientos de espacio.

## Componentes de los motores de vapor
Hay dos componentes fundamentales en los motores de vapor: la caldera o generador de vapor, y la unidad motriz que, normalmente, se denomina “motor de vapor”. Los dos componentes pueden ser integrados en una unidad simple o pueden ser situados a cierta distancia el uno del otro, en una gran variedad de configuraciones.
Otros componentes son comunes a muchas configuraciones:
- Bombas (clásicas o en la forma de inyectores) para suministrar agua a la caldera durante la operación.
- Condensadores para recircular el agua y recuperar así el calor latente de vaporización.
- recalentadores para aumentar la temperatura del vapor por encima de su punto de saturación de vapor
- Otros mecanismos para incrementar el flujo en las cámaras de combustión. Cuando se usa carbón se suele incluir  una cadena o un mecanismo de empuje por hélice, junto con un accionador, para mover el combustible de un tanque de suministro a la cámara de combustión.

### Fuente de calor
Una máquina de vapor es una máquina térmica. Funciona a partir de agua convertida en vapor. Por lo tanto, necesita un suministro de calor que haga evaporar el agua. La zona caliente se denomina, técnicamente, fuente caliente.
- En las antiguas máquinas de vapor con carbón como combustible, la fuente caliente coincide con el hogar o fogón.
- Con otros combustibles fósiles o renovables pasa lo mismo.

Los combustibles necesitan aire para su combustión. Normalmente se trata de aire atmosférico, pero podría pensarse en oxígeno o en una combinación de combustible/comburente adecuada como en los cohetes espaciales.
- Es posible emplear una reacción química exotérmica (como en el caso del Ictíneo II de Narciso Monturiol).[17]
- Con otras fuentes de calor (solar, geotérmica, nuclear, calor residual de motores o procesos industriales) la transferencia de energía calorífica se produce en un intercambiador de calor.

### Calderas
Las calderas son depósitos a presión que contienen el agua a hervir, que disponen de algún tipo de mecanismo para transferir el calor al agua, de forma que acaba hirviendo.
Los dos métodos de transferencia del calor al agua más empleado son:
- Caldera de tubos de agua – el agua está confinada o se mueve atravesando uno o varios tubos rodeados de gases calientes.
  - Una variante de la caldera de tubos de agua es el flash boiler o caldera instantánea. Una bomba va inyectando agua a medida que se necesita. Y el agua inyectada se transforma rápidamente en vapor.

- Caldera de tubos ardientes – el agua llena parcialmente un tanque por debajo o por dentro del cual hay una cámara de combustión o un hogar con tubos ardientes por donde pasan los gases calientes
  - Las locomotoras de vapor acostumbran a ser con calderas de tubos ardientes.

Una vez se ha transformado el agua en vapor, algunas calderas usan sobrecalentamiento para aumentar la temperatura del vapor todavía más. Esto permite un rendimiento más grande. (Ver ciclo de Rankine ).

Esquema de una locomotora de vapor con el hogar o fogón y la caldera.

### Motor propiamente dicho
Una unidad de motor recibe el suministro de vapor a alta presión y temperatura y da como salida vapor de agua en un estado de menor presión y temperatura, usando la diferencia de energías de entrada y salida en la medida de las posibilidades de eficiencia de la máquina para transformarla en trabajo mecánico.
Una unidad de motor suele denominarse 'motor de vapor' por definición. Básicamente consiste en uno o más cilindros que contienen pistones móviles. El vapor actúa sobre los pistones, en un movimiento alternativo rectilíneo que se transforma en un movimiento de rotación (Sistema biela-manivela). También pueden operar con aire comprimido o cualquier otro gas.

### Fuente fría
Como con todas las máquinas térmicas, se produce una considerable cantidad de calor residual a temperaturas relativamente bajas, que no puede ser aprovechado.
La fuente fría más simple es simplemente expulsar el vapor al entorno, como se utilizaba ya en las locomotoras de vapor, a pesar de que es muy ineficiente. Para aumentar la eficiencia, se puede usar un aparato condensador de locomotora de vapor.
Alternativamente, a veces, el 'calor residual' es útil y por eso se pueden obtener mejoras en la eficiencia global de la instalación. Por ejemplo, en la cogeneración se usa el calor residual del vapor para la calefacción urbana, obteniendo una más alta eficiencia.
En los casos donde no se utiliza la cogeneración, se usan condensadores de superficie como fuente fría para sus ciclos. Los condensadores se refrigeran con agua procedente de océanos, ríos y lagos, o también mediante torre de refrigeración que evaporan agua para efectuar la refrigeración. La salida de agua condensada resultante del condensador es entonces vuelta al ciclo por una bomba, dirigiéndola hacia la caldera.

### Bomba de agua
Una máquina de vapor "consume" vapor. Vapor que la caldera ha producido a partir de agua. Hace falta una bomba para bombear agua desde un depósito a presión atmosférica hacia el interior de la caldera, donde hay vapor a la presión de trabajo.
Las primeras máquinas de vapor usaron bombas convencionales de pistón, pero los inyectores eran más prácticos.
- El inyector fue inventado por Henri Giffard, de nacionalidad francesa, en 1858[18] y patentado por Sharp Stewart & Co. de Glasgow. El principio activo consistía en un fluido a presión en la entrada del inyector.
- La primera aplicación de un inyector de vapor consistió en sustituir la bomba de alimentación de agua en las calderas de vapor, principalmente en las locomotoras de vapor. El tipo de inyector usado consistía en un cuerpo con dos o tres toberas. El vapor activo pasaba por una tobera que reducía su presión por debajo de la presión atmosférica e incrementaba su velocidad. El agua de alimentación (relativamente fría) era aspirada por el vapor anterior y entraba en una parte cónica convergente (zona de mezcla) donde se mezclaba de forma completa con el agua aspirada, condensándose el vapor. La mezcla (agua en estado líquido) pasaba a una parte cónica divergente (zona de entrega) que retardaba la velocidad del haz y aumentaba la presión del mismo a un valor superior al de la caldera. Esta sobrepresión permitía que el agua de alimentación entrara en la caldera, para mantener el nivel necesario.

### Control y monitorización
Por razones de seguridad, casi todos los motores de vapor se equipan con mecanismos para monitorizar la caldera, como por ejemplo manómetros, transductores de presión e indicadores de nivel transparentes para comprobar el nivel del agua.

### Regulador centrífugo
Un  regulador centrífugo  es un sensor de una cadena mecánica de retroalimentación, que proporciona un parámetro que es función de la velocidad angular. Este parámetro puede ser un desplazamiento mecánico que actúe sobre una válvula de control de retroalimentación negativa que se adiciona a un motor para mantener constante su velocidad.
Se compone de dos o más masas en rotación alrededor de un árbol giratorio. Como resultado de la fuerza centrífuga las masas tienden a alejarse del eje de rotación, pero al hacerlo se oponen a un sistema de resortes o a la fuerza de la gravedad a través de un sistema articulado, pareciendo a un péndulo  W .
Un sistema de palanca transforma el movimiento radial de las masas en deslizamiento axial sobre un collar. Una palanca de cambios transfiere el mecanismo que se quiere controlar, como puede ser la válvula de vapor o de combustible, o de agua en una tubería de carga.

## Tipos de motores o máquinas

### Máquina de expansión simple
Esta tipología comprende aquellas máquinas donde el vapor solo trabaja una vez que está en el cilindro. Una vez se ha expandido el vapor y se ha transmitido la energía mecánica al mecanismo biela-manivela, el gas es directamente expulsado a la atmósfera o bien dentro de un condensador, a pesar de que el calor que queda también puede encontrar aplicación en el uso en calefacción de un espacio habitado o en el suministro de agua precalentada para  la caldera.

Motor de vapor estacionario de doble efecto.

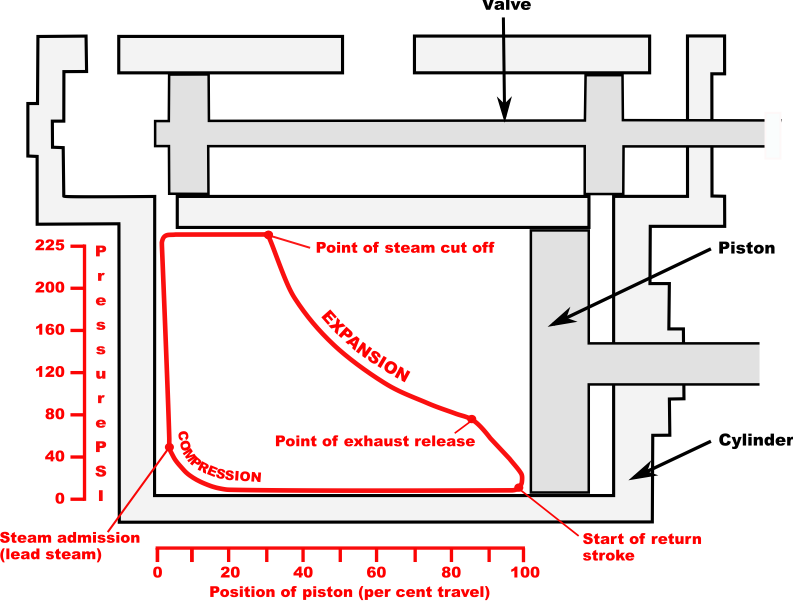
Diagrama esquemático, que muestra las cuatro etapas durante una carrera de pistón de doble efecto.

En la mayoría de pistones alternativos de las máquinas de vapor, el flujo de este suele invertirse en cada ciclo (contraflujo), entrando y saliendo del cilindro por la misma parte. El ciclo entero del motor usa una rotación de la manivela o cigüeñal y dos carreras del pistón. El ciclo también se puede decir que se comprende de cuatro acontecimientos – admisión, expansión, expulsión y compresión –. Estos acontecimientos son controlados por válvulas, que trabajan a menudo dentro de un colector de vapor adyacente al cilindro; las válvulas distribuyen el vapor abriendo y cerrando las válvulas de vapor que comunican con el final del cilindro y que son movidas por un mecanismo de distribución adecuado, mecanismo que puede ser de muchos tipos. La válvula más simple da lugar a acontecimientos de longitud fija durante el ciclo del motor y a menudo hacen saltar el motor en una única dirección. No obstante, tienen un mecanismo de inversión con el que se puede ahorrar vapor al ganarse velocidad e inercia de rotación gracias a un acortamiento de la velocidad de corte progresivo o, en cierto modo, el acortamiento del acontecimiento de admisión que aumentaría el periodo de expansión. No obstante, al ser controlado el flujo por las válvulas, el corte en la admisión de vapor afecta adversamente durante los periodos de expulsión y de compresión, que tienen que permanecer, en teoría, constantes. Si el acontecimiento de expulsión es demasiado corto, no se puede evacuar todo el vapor del cilindro, de forma que queda bloqueado y da demasiada compresión (“contrapresión”).
En los años 1840 y 50 hubo intentos de conseguir solucionar este problema usando diferentes válvulas de engranaje o de distribución con una válvula de expansión separada para el corte, aguas arriba de la válvula principal de deslizamiento, esta última con un valor fijo o limitado de corte. La configuración combinada de estas válvulas daba una buena aproximación a los acontecimientos ideales, a expensas de una mayor fricción y desgaste, y una mayor complicación del mecanismo. Usualmente, la solución de compromiso fue el establecimiento de un asentamiento al alargar las superficies de las zonas en contacto por goma a la válvula de forma que se superponen con el lado de la válvula de admisión, con el efecto que el lado de la expulsión continuaría abierto durante un periodo más largo después del corte a la admisión. Este sistema se consideró en general satisfactorio para la mayoría de los propósitos y hace posible el uso de sistemas simples de distribución como los de Stephenson, de Joy y de Walschaerts. La distribución de Corliss y, más tarde, las distribuciones con válvulas de asentamiento tenían una admisión separada y las válvulas de expulsión eran movidas por mecanismos de accionamiento o bien por árboles de levas perfilados de tal manera que daban lugar a acontecimientos ideales. La mayor parte de estas válvulas nunca se aprovecharon fuera del mercado estacionario debido a problemas tales como los escapes y la escasa robustez del mecanismo.
CompresiónAntes de que la fase de expulsión se complete, la válvula que se encuentra junto a expulsión se cierra, dejando una porción del vapor utilizado adentro del cilindro. Esto asegura que a la fase de compresión, donde se forma una almohada de vapor contra la cual el émbolo efectúa un trabajo mecánico mientras que reduce la velocidad. Además esta almohada permite obviar el choque de temperatura y de presión, que de otra manera, podría causarse por la admisión repentina del vapor de alta presión al principio del siguiente ciclo.
Avance de la admisiónComo acción complementaria del avance de clausura del escape indicado y de manera parecida a lo que acontece con el motor de combustión interna, se encontraron una serie de ventajas desde los años 1830 al avanzar la fase de admisión, de forma que la admisión empieza un poco antes del final de la expulsión del vapor. Así se llena el volumen vacío que se encuentra entre los orificios de admisión (espirales) y el final del cilindro (que no forma parte del volumen barrido por el émbolo) antes de que el vapor empiece a ejercer esfuerzo sobre el pistón.

### Motores compuestos
Al expandirse el vapor en un motor de alta presión, la temperatura disminuye, a causa del hecho que no se libera calor por parte del sistema, (expansión adiabática) y resulta en vapor entrante en el cilindro a alta temperatura y abandonándolo a baja temperatura. De este modo se causan ciclos de calentamiento y enfriamiento del cilindro con cada carrera, causando ciertas ineficiencias.
Un método para disminuir la magnitud de este calentamiento y enfriamiento se inventó en 1804 por parte del ingeniero británico Arthur Woolf, que patentó su motor compuesto de alta presión Woolf en 1805. En el motor compuesto, el vapor de alta presión proveniente de la caldera se expande en un cilindro de alta presión (AP) y después entra en un cilindro de baja presión (BP). Se provoca la expansión completa del vapor, atravesando múltiples cilindros, ocurriendo en cada cilindro una expansión menor. Esta configuración permite reducir la magnitud del ciclo de calentamiento y enfriamiento, aumentando la eficiencia termodinámica del motor. Para obtener una carga de trabajo equivalente al funcionar con cargas de menor presión se requiere un volumen mayor de cilindro, al ocupar el vapor expandido un volumen más grande. Es por eso que el diámetro, y a veces la carrera, se incrementan en cilindros de baja presión, dando como resultado cilindros más grandes.
Los motores de expansión doble (llamada a menudo compuesta) expanden el vapor en dos etapas. Las parejas pueden ser duplicadas o el trabajo de un cilindro de baja presión puede dividirse con un cilindro de alta presión, expulsando en uno o en el otro, dando lugar a una configuración de 3 cilindros, donde los diámetros del cilindro y el émbolo son aproximadamente los mismos, haciendo así las masas alternativas fáciles de equilibrar.
Los motores compuestos de dos cilindros se pueden conformar de las siguientes maneras:
- Compuestos cruzados – Los cilindros se encuentran costado con lado
- Compuestos en tándem – Los cilindros se encuentran en los extremos, dando movimiento a una misma barra de conexión.
- Compuestos de ángulo – Los cilindros se ordenan a 90° y dan potencia a un mismo cigüeñal.

Los compuestos de dos cilindros que se usan en técnicas ferroviarias, tienen pistones conectados a los cigüeñales con configuración simple a 90° fuera de fase el uno con el otro (a cuartos). Cuando se duplica el grupo de expansión doble, se produce un motor compuesto de cuatro cilindros. Los pistones individuales del grupo son balanceados a 180°, mientras que los grupos se sitúan a 90° el uno del otro. En un caso (el primer prototipo del compuesto Vauclain), los pistones trabajaban en la misma fase moviendo un cigüeñal común, otra vez, a 90° para dar potencia a un motor de dos cilindros. Con motores de tres cilindros, los cigüeñales BP, también se situaban a 90° con el AP situado a 135° respecto de los otros dos, o, en algunos casos, se sitúan a 120°.
La adopción de la composición en el ámbito de las unidades industriales se hizo muy común, también en cierto grado para los motores no estacionarios, y también en casi todos los motores marinos a partir de 1880. Estas configuraciones no se popularizaron del todo en el ámbito ferroviario donde se percibian como un sistema complicado. Esto es en parte debido al entorno de operación del ferrocarril y al espacio limitado debido a las restricciones en las dimensiones de los trenes (particularmente en Gran Bretaña, donde la composición no se empleó hasta el 1930). No obstante, a pesar de que no es una opción mayoritaria, es una solución común en muchos países.

### Motores de expansión múltiple

Animación de un motor de triple expansión simplificado.
El vapor de alta presión (en rojo) proveniente de la caldera pasa al motor y se extrae como vapor de baja presión (en azul) al condensador.

Es la extensión lógica del motor compuesto (descrito arriba) para dividir la expansión entre más de una etapa, para incrementar la eficiencia. El resultado es un motor de expansión múltiple. Estos motores usan tres o cuatro etapas de expansión y se denominan motores de triple o cuádruple expansión respectivamente. Estos motores usan una serie de cilindros de doble efecto que incrementan progresivamente el diámetro o la carrera, incrementando a la vez el volumen. Estos cilindros se diseñan para dividir el trabajo entre tres o cuatro, según conviene, porciones iguales por cada etapa de expansión. Como al motor de doble expansión, donde el espacio es escaso, pueden usarse dos cilindros más pequeños en lugar de una gran suma de volumen para la etapa de baja presión. Los motores de expansión múltiple típicamente tenían los cilindros dispuestos en línea, a pesar de que surgieron varias tipologías de organización. Al final del siglo XIX, se usaba el sistema de balanceo de Yarrow-Schlick-Tweedy en algunos motores de triple expansión marinos. Los motores Y-S-T dividían las etapas de expansión de bajas presiones entre dos cilindros, uno a cada extremo del motor. Esto permitía un mejor balanceo del cigüeñal, de forma que se obtenía una respuesta más suave y rápida, con menores vibraciones generadas por el motor. Esto hizo popular la configuración de motor de triple expansión de cuatro cilindros en los barcos de pasajeros que, no obstante, fueron reemplazados ms tarde por turbinas, virtualmente sin vibraciones.
Los motores de vapor terrestres pueden expulsar buena parte del fluido operante, puesto que se dispone de agua suficiente para su abastecimiento. Antes y durante la Primera Guerra Mundial, el motor de expansión dominaba las aplicaciones marinas donde la velocidad de la nave no era prioritaria. Aun así la obsolescencia de estos motores llegó con la turbina de vapor donde la velocidad era prioritaria, por ejemplo en los barcos de guerra, como por ejemplo los barcos dreadnought y los transatlánticos. El HMS Dreadnought de 1906 fue el mayor barco de guerra al reemplazar la tecnología probada del motor alternativo por la nueva implementación de la turbina de vapor.

### Motores de flujo único

Animación esquemática de un motor de flujo único de vapor. Las válvulas de admisión se controlan con un árbol de levas situado arriba. El vapor de alta presión entra -en rojo-, y se expulsa, -en amarillo-.

Con este motor se abordan las dificultades que surgen del ciclo inusual de contra-flujo mencionadas anteriormente, lo que significa que en cada cilindro, las paredes y los conductos se encontrarían refrigeradas por el vapor pasando, mientras que la admisión de vapor caliente tendrá ciertas ineficiencias para restaurar la temperatura de trabajo. El objetivo del motor de flujo único es el de evitar este defecto al proveer una admisión adicional no cubierta por el émbolo al final de cada carrera, haciendo que el flujo de vapor se efectúe solo en una dirección. Con este sistema, la eficiencia térmica se mejora al establecer un gradiente térmico estacionario en el perímetro del cilindro. La expansión simple del motor de flujo único figura en los ensayos con una eficiencia equivalente a los sistemas compuestos clásicos, con la ventaja añadida de un mejor comportamiento en el rendimiento en la carga de las partes. También es fácilmente adaptable a los usos de alta velocidad y fue una vía común para dar potencia a generadores eléctricos hacia el final del siglo XIX antes de la llegada de la turbina de vapor.
Las válvulas de admisión pueden ser conducidas por un sistema de doble leva con fases y duraciones controlables. Esto permite ajustar la máquina para obtener un alto par motor y potencia física cuando es necesario, con un uso más restringido del vapor y una mayor expansión para conseguir un régimen de crucero económico.
Se han producido motores de flujo único con configuraciones de simple efecto, de doble efecto y también con versiones de motor compuesto y simple. Un ejemplo de funcionamiento de este tipo de motor son los motores Skinner instalados en un par de barcos de los Grandes Lagos de Norteamérica, que todavía circulan (en 2007) y que incorporan motores de cuatro cigüeñales y ocho cilindros en un motor compuesto en tándem y de actuación simple. Estos barcos son el Saint Marys Challenger, que en 2005 cumplió 100 años de operación continuada como carguero (el motor Skinner fue montado en el año 1950) y el ferri de transporte de automóviles, SS Badger.
A principios de los años 50, el motor Ultimax, con una configuración de dos cigüeñales y cuatro cilindros, similar a la del Skinner, desarrollado por Abner Doble para el proyecto de automoción de Paxton, con un par de cilindros de simple acción opuestos y montados en tándem, conseguían una doble-acción efectiva.
Se han construido motores pequeños de flujo único mediante la conversión de motores de combustión interna de dos tiempos, alimentando el cilindro con vapor mediante una "válvula de impulso" situada en el orificio de la bujía que se encuentra abierta al encontrarse el pistón en su punto muerto superior.
También ha habido intentos de modificar motores diésel de dos tiempos (con válvulas de escape) transformándolos en motores de vapor.

### Turbinas de vapor

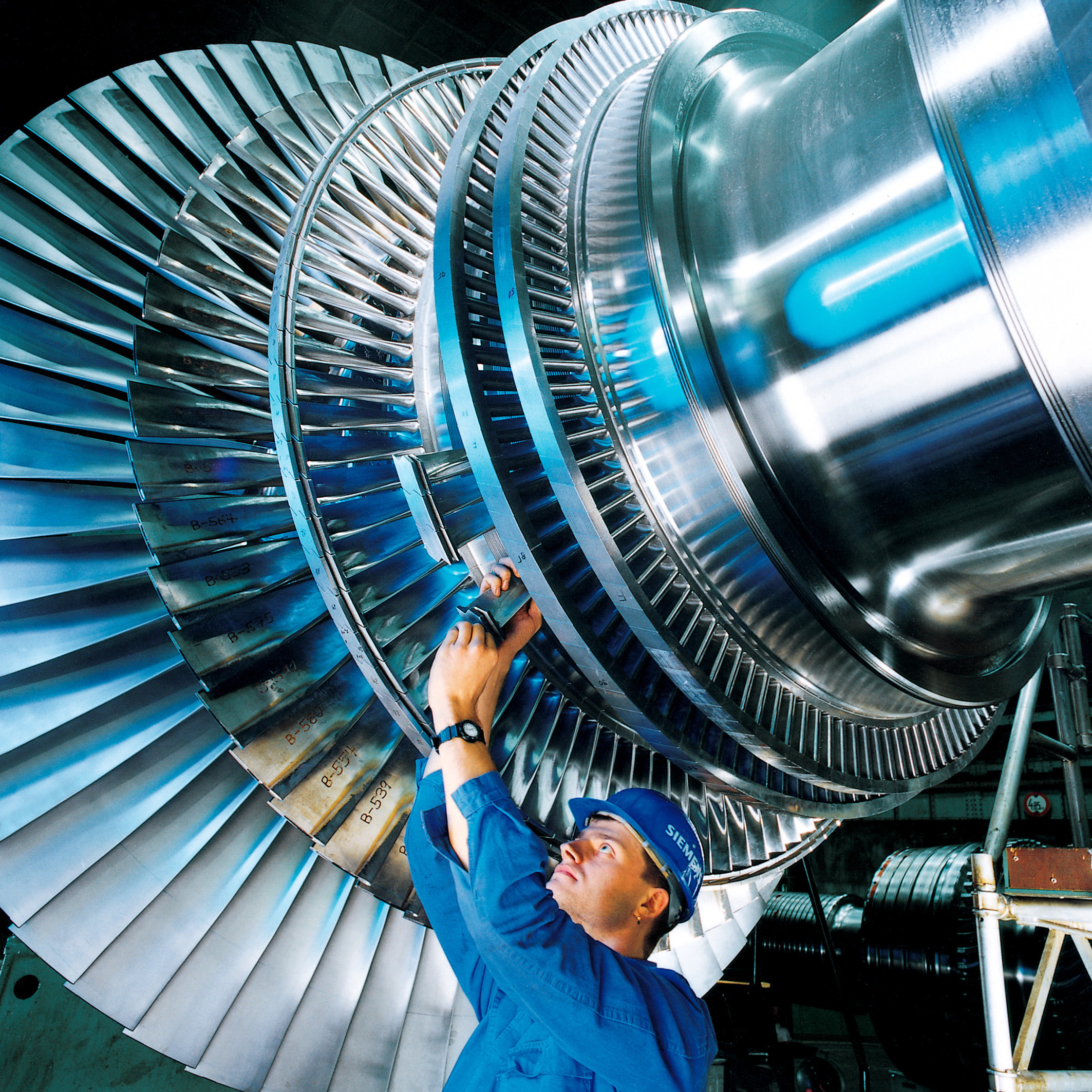
Rotor de una turbina de vapor moderna, usada en una central térmica.

Una turbina de vapor consiste en una serie de discos montados en un eje de potencia, denominados rotores, y de discos estáticos fijados en la carcasa de la turbina, denominados estatores.
Los rotores tienen aspecto de ventilador, especialmente hacia el extremo más exterior. El vapor actúa sobre los álabes que conforman el rotor, produciendo así un movimiento rotativo. El estator consiste en una serie de etapas similar a la del rotor, esta vez fijas a la carcasa, que sirven para redirigir el flujo de vapor hacia la siguiente etapa. Una turbina de vapor normalmente expulsa el vapor dentro de un condensador de superficie que provee un vacío. Las etapas de una turbina de vapor se montan típicamente para extraer el máximo trabajo potencial posible a una velocidad y presión específica del vapor, dando lugar a diseños con series de etapas de alta y baja presión. Las turbinas solo son efectivas si giran a muy alta velocidad, estando normalmente conectadas a una reductora conectada a algún otro mecanismo, como por ejemplo a una hélice de barco, que trabaja además a baja velocidad. Las cajas de engranajes reductoras pueden ser mecánicas, a pesar de que hoy en día también se emplean grupos de alternador-generador para producir electricidad que pueda usarse por un motor eléctrico. Un motor de turbina también es capaz de proveer potencia, cuando gira en una sola dirección. Esto da lugar a una configuración con una etapa de marcha atrás cuando se necesita potencia en la dirección contraria.
Las turbinas de vapor proveen de fuerza rotacional y, por lo tanto, no requieren un mecanismo de unión para obtener movimiento rotativo de un movimiento alternativo basado en un sistema de biela-manivela. De este modo, producen un movimiento más suave y unas fuerzas rotacionales menores sobre el eje que da la potencia mecánica. Esto contribuye a disminuir los requerimientos de mantenimiento y causar menor desgaste en la maquinaria en comparación con un motor alternativo.

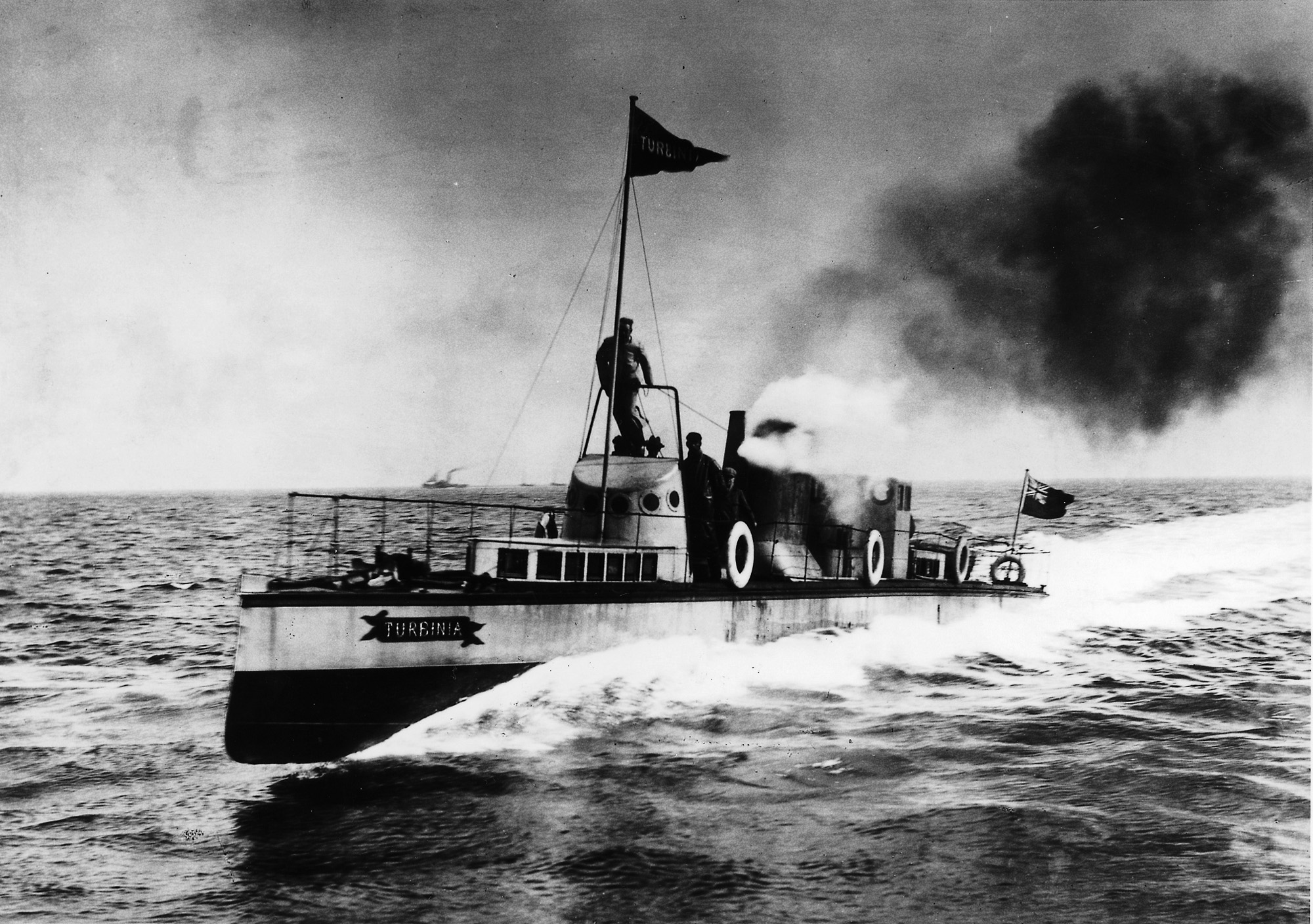
Barco Turbinia – el primer barco propulsado con turbina de vapor

El uso principal de turbinas de vapor es en la generación de electricidad y en menor medida, también en algunas de las principales plantas motrices marinas. En el primer caso, es deseable una alta velocidad de rotación, en los dos casos, la carga relativa no sería una desventaja, mientras que en el caso de motores marinos (siendo pionero el barco Turbinia), el bajo peso, la alta eficiencia y la potencia son resultados deseables.
Prácticamente todas las centrales nucleares generan electricidad al calentar agua para proveer de vapor a una turbina, que se conecta a un generador eléctrico. Los barcos y submarinos de propulsión nuclear usan en los dos casos una turbina de vapor para la propulsión principal, con generadores que dan potencia auxiliar, o también pueden usar una transmisión turbo-eléctrica, donde el vapor da potencia a un grupo turbina-generador, trasladando después la energía para la propulsión con motores eléctricos. Se llegaron a fabricar un número limitado de turbinas de vapor ferroviarias. Algunas locomotoras sin condensador y de transmisión directa tuvieron cierto éxito en operaciones de transporte de carga de largo alcance en Suecia y para el transporte exprés de pasajeros en Bretaña, pero no se implementaron en más casos. En otros lugares, notablemente en los Estados Unidos, aparecieron diseños experimentales más avanzados con transmisión eléctrica, a pesar de que no se llegaron a reproducir. Se descubrió que las turbinas de vapor no se adaptaban bien al entorno ferroviario y este tipo de trenes no tuvieron éxito.